# Richard Zöller
Richard Zöller (* 19. Oktober 1905 in Dorfprozelten; † 13. Dezember 1961 in München) war ein deutscher Richter und Herausgeber eines Gesetzeskommentars zur deutschen Zivilprozessordnung.

## Leben
Zöller studierte in München und trat hier 1927 der katholischen Studentenverbindung W.K.St.V. Unitas Rheinpfalz bei. 1932 promovierte er zum Thema Die kirchliche Beerdigung nach dem Codex iuris canonici an der Universität Würzburg und wurde Richter. 
1938 wurde er neben dem Kassen- und Justizrat Hans Meyer Mitherausgeber der 4. Auflage des von diesem 1910 begründeten Handbuches zur Zivilprozessordnung (Zöller). Der mittlerweile in der 34. Auflage (2022) erschienene Kommentar wird als Klassiker der Kommentierungen zur Zivilprozessordnung angesehen.
Er nahm am Zweiten Weltkrieg teil und wurde schwer verwundet. Anschließend setzte er seine Richterkarriere fort und war zuletzt Oberlandesgerichtsrat in München.
Nach dem Krieg war Zöller zudem Vizepräsident des VdK und wurde 1951/52 wiedergewählt, von 1957 bis 1961 war er Landesvorsitzender des VdK Bayern. Im Mai 1957 wurde Zöller zum Vorsitzenden des CSU-Arbeitskreises für Kriegsopfer, Heimkehrer und Sozialrentner gewählt.